# Kynžvartský smrk
Kynžvartský smrk je památný strom smrk ztepilý (Picea abies) rostoucí v parku severně od zámku Kynžvart, při pokraji golfového hřiště v těsné blízkosti levého břehu Lipoltovského potoka. Roste na katastrálním území Lázně Kynžvart, v okrese Cheb v Karlovarském kraji.
Strom se nachází ve Slavkovském lese, v CHKO Slavkovský les v nadmořské výšce 590 m.

## Základní údaje
Obvod kmene měří 531 cm, koruna stromu dosahuje výšky 39 metrů (měření 2025).
Smrk je chráněn od 6. března 2025 jako významný výjimečnými rozměry a estetickou hodnotou.

## Stromy v okolí
- Lípa u zámeckého pivovaru
- Dub u zámeckého statku
- Douglaska pod obeliskem dvou císařů
- Lípa za kynžvartským kostelem